# Acalypha bisetosa
Acalypha bisetosa är en törelväxtart som beskrevs av Antonio Bertoloni och Spreng.. Acalypha bisetosa ingår i släktet akalyfor, och familjen törelväxter. Inga underarter finns listade i Catalogue of Life.